# Autonóm rendszer (internet)
Az interneten autonóm rendszer (Autonomous System, AS), önálló rendszer vagy útválasztási tartomány (routing domain) IP-hálózatok (IP routing-prefixek) olyan csoportja, melyen belül egyetlen, jól meghatározott útválasztási irányelv (routing policy) érvényesül (lásd RFC 1930, 3. fejezet). Minden autonóm rendszert egyedi számmal azonosítanak: Autonomous System Number (ASN).
Eredetileg megkövetelték, hogy az AS irányítását egyetlen entitás (tipikusan egy internetszolgáltató (ISP) vagy egy több hálózathoz független kapcsolattal ellátott, nagyon nagy szervezet) végezze, ami egyetlen, jól meghatározott útválasztási irányelvet érvényesít, ahogy az RFC 1771 meghatározza. Az RFC 1930 új definícióját azért vezették be, mivel több szervezet is futtathat BGP-t, az internetszolgáltatójuk közös privát ASN-jét használva. Bár az ISP-hez több független hálózat csatlakozhat, az interneten csak az internetszolgáltató útválasztási irányelve látszik. Ennek az ISP-nek tehát hivatalosan regisztrált ASN-nel kell rendelkeznie.
2007-ig az ASN-eket 16 bites egész számokként definiálták, ami miatt legfeljebb 65536 AS-t lehetett kiosztani. Az Internet Assigned Numbers Authority (IANA) a 64512-65534 közötti értékeket jelölte ki magánhasználatra. Az ASN 0 használható a nem route-olt hálózatok jelölésére. A többi ASN-t (1–54271) az IANA kioszthatja, és 2008 szeptemberére csak a 49152 fölötti számok maradtak kiosztatlanok. Az RFC 4893 bevezette a 32 bites ASN-eket, amit az IANA el is kezdett kiosztani. Ezek írásmódja történhet egyszerű egész szám módjára, vagy x.y formában, ahol x és y 16 bites számok. A 0.y formátumú számok éppen megfelelnek a régi 16 bites AS számoknak, az 1.y és a 65535.65535 fenntartott érték, a maradék címtér kiosztható. Az Autonomous System Numbers elfogadott, szöveges változatát az RFC 5396 határozza meg.
Az internet útválasztási rendszerében az egyedi útválasztási tartományok számra 1999-re meghaladta az 5000-et, 2008 végére a 30 000-et, 2010 nyarára pedig a 35 000-et.

## Kiosztásuk
Az ASN-eket az IANA blokkokban osztja ki a regionális internetregisztrátorok (RIRs) számára. A megfelelő RIR osztja ki az AS számokat a számára kijelölt területen működő szervezetek számára. Ha egy szervezetnek ASN-re van szüksége, a helyi RIR-nél kell végigvinnie a pályázati folyamatot, amit a RIR-nek jóvá kell hagynia. Az eddigi IANA-szintű ASN-összerendelések az IANA weboldalán találhatók meg.

## Típusaik
Az autonóm rendszerek három kategóriába oszthatók, kapcsolódásaik és működtetési irányelveik szerint.
A többkapcsolatú (multihomed) autonóm rendszer olyan AS, ami egynél több más AS-hez kapcsolódik. Így az AS internetkapcsolata akkor is megmarad, ha valamelyik kapcsolata teljesen csődöt mond. Ez a fajta autonóm rendszer nem enged át saját magán két másik AS közötti forgalmat.
A stub („csonk”) autonóm rendszer egyetlen más AS-hez kapcsolódik. Azt lehetne hinni, hogy így csak elpazaroltunk egy ASN-t, ha a hálózat útválasztási irányelve megegyezik a kapcsolt AS irányelveivel. A stub AS azonban összeköttetésben lehet peering kapcsolatokon keresztül más AS-ekkel, ami nem tükröződik a routing információkat nyilvánosan megjelenítő Looking Glass szervereken. Ilyenre példák a pénzügyi és a szállítmányozási szektorokban előforduló privát összeköttetések.
A transit autonóm rendszer olyan AS, ami lehetővé teszi hogy rajta keresztül kapcsolódjanak más hálózatokhoz. Tehát az „A” hálózat a „B” tranzit AS-en keresztül kapcsolódik a „C” hálózathoz. Az internetszolgáltatók mindig tranzit AS-ek, hiszen kapcsolatot biztosítanak két hálózat között. Az ISP „tranzit szolgáltatást árusít” az ügyfélhálózat számára, innen a transit AS elnevezés.

## Fordítás
- Ez a szócikk részben vagy egészben az Autonomous system (Internet) című angol Wikipédia-szócikk ezen változatának fordításán alapul.  Az eredeti cikk szerkesztőit annak laptörténete sorolja fel. Ez a jelzés csupán a megfogalmazás eredetét és a szerzői jogokat jelzi, nem szolgál a cikkben szereplő információk forrásmegjelöléseként.

## Külső hivatkozások
- ASN Resource Guide
- Mozilla Firefox-plugin az AS meghatározásához
- CIDR and ASN assignment report update continuously
- Exploring Autonomous System Numbers Archiválva 2015. október 2-i dátummal a Wayback Machine-ben
- 32-bit ASN presentation at Doha, Qatar in 11-2007
- ASN Searching and Tracing by Fixed Orbit
- ASN Lookup